# Kęstutis Kuzmickas
Kęstutis Kuzmickas (* 30. März 1959 in Kaunas) ist ein litauischer Politiker.

## Leben
Nach dem Abitur 1976 an der 1. Mittelschule Kaunas absolvierte er 1982 das Studium der Medizin am Kauno medicinos institutas und wurde Anästhesiologe. Er bildete sich weiter in Russland, Polen, Deutschland, Österreich, Ungarn, England.
1982 arbeitete er in  Kliniken Kaunas als Arzt. Ab 1984  spezialisierte er sich in Psychiatrie und Psychotherapie und arbeitete in der Abteilung für Neurosen. 1994 gründete er privates K. Kuzmickas-Zentrum für Ericksonhypnose und arbeitete als Ärztlicher Psychotherapeut und Zentrumsleiter. Er lehrte am Kauno medicinos universitetas.
Von 2000 bis 2003 war er Mitglied im Stadtrat Kaunas. Von 2000 bis 2004 war er Mitglied im Seimas. Von 2003 bis 2004 Beobachter und Mitglied des Europäischen Parlaments. Ab 2005 war er Gesundheits-Attaché an der EU-Mission.
Ab 1998 war er Mitglied der Naujoji sąjunga.